# Діадоцидієві грибні комарі
Діадоцидієві грибні комарі (Diadocidiidae) — родина двокрилих комах з надродини грибних комариків (Sciaroidea). Містить один сучасний рід з 28 видами та один викопний рід, що існував у пізній крейді.

## Поширення

Будова крила Diadocidiidae

Diadocidiidae поширені на всіх материках, крім Африки та Антарктиди.

## Опис
Дрібні довговусі двокрилі комахи, довжина від 2 до 6 мм. Мають три оцелія, короткі скапус і педіцель вусика, флагеллум в 1,5 разів довше загальної довжини голови і грудей; вусики з 14 флагелломерів.

## Спосіб життя
Личинки прядуть шовковисті трубки під корою або в тріщинах мертвих колод на поверхні плодових тіл грибків, що руйнують деревину.
Дорослі особини знайдені в лісових біотопах в сукупності з іншими грибними комариками поблизу струмків, серед повалених стовбурів дерев і у вологих і тінистих місцях.